# William Steward (politico da Nova Zelândia)
Sir William Jukes Steward (20 de janeiro de 1841 - 30 de outubro de 1912) foi um político neozelandês e o primeiro presidente liberal da Câmara dos Representantes da Nova Zelândia.

## Casamento
Steward casou-se com Hannah Whitefoord em 4 de dezembro de 1873 na Igreja de São Paulo em Dunedin. Ela era a terceira filha de Caleb Whitefoord de Burford em Shropshire perto de Ludlow. Eles tiveram um filho e três filhas.